# Один день в суде
«Один день в суде» — (итал. Un giorno in pretura) итальянский комедийный фильм 1954 года, снятый режиссёром Стено с Пеппино Де Филиппо, Альберто Сорди, Софи Лорен и Сильваной Пампанини в главных ролях. Фильм представляет собой антологию, состоящую из малых криминальных эпизодов, рассмотренных судьёй Саломоне Ло Руссо в суде Рима в течение одного дня.

## Сюжет
Судья рассматривает следующие дела:
- Похититель кошек. Бедный старик, обвинённый в краже и поедании кошки, признан виновным.
- Леопольдо и Тереза. Помолвленную пару обвиняют в неподобающем поведении в припаркованном автомобиле. Тереза влюбляется в их красивого молодого адвоката и после заседания уходит с ним.
- Паоло и Елена. Она обвиняет его в том, что он бросил супружеский дом, оставив её без гроша в кармане. Он доказывает её супружескую измену, во-первых, записью на магнитофон, а во-вторых, плёнкой со скрытой камеры.
- Дон Микеле и Анна. Дона Микеле, энергичного молодого католического священника, обвиняют в организации драки в бильярдной. Он признаёт себя виновным, но процесс прерывает Анна, красивая молодая проститутка. Она объясняет, что в автобусе подняла его кошелёк, который затем схватил её сутенёр, который ушёл играть в бильярд. Священник последовал за ним, и завязалась драка, за которую он получает три месяца.
- Нандо. Нандо Морикони одержим всем американским и мечтает уехать в США, на улицах Рима получает кличку «Американец». Обвинённый в нескромном поведении и в том, что ходил в общественных местах голым, Нандо объясняет, что в жаркий день он искупался в ручье и обнаружил, что его одежда пропала. Войдя в явно пустой дом, чтобы найти чем прикрыться, он застал врасплох почти слепую старушку. Когда она нашла свои очки, на её крики пришли соседи и Нандо был арестован. Полицейский объясняет, что он взял одежду мужчины в участок, но забыл о ней, потому что ему сказали, что его жена только что родила ребёнка. Через три месяца разъярённый Нандо клянётся отомстить.
- Глориана. Грустная пожилая женщина, обвинённая в пьянстве и домогательствах к людям, говорит, что во время Первой мировой войны она была любимой артисткой эстрады. Судья помнит, как она устраивала сексуальное шоу за спиной, когда он был молодым лейтенантом. Из-за путаницы ей негде было переночевать, поэтому ему приказали предоставить ей свою комнату. Когда он достал свои вещи и вернулся в офицерскую столовую, ему было приказано поддержать честь армии вернуться и провести ночь с ней. На самом деле он провёл морозную ночь на её балконе. Закрыв дело, судья удаляется в свои покои и объясняет бюсту знаменитого римского адвоката Марка Туллия Цицерона, что, несмотря на то, что его карьера основывалась на строгом применении уголовного закона, иногда справедливость приходится умерять милосердием.

Три месяца спустя. Идёт футбольный матч Лацио против Ромы.  На футбольном матче судья Ло Руссо болеет за своего сына, играющего за «Лацио». Рядом Нандо болеет за Рому. Начинается драка, и обоих мужчин арестовывают.

## Признание
В итальянском прокате фильм собрал около 473 миллионов лир и был тепло встречен публикой. Критики отметили разностороннюю игру Пеппино Де Филиппо, которого великий итальянский актёр Тото убедил стать комиком. Персонаж Альберто Сорди, Нандо Морикони, стал настолько популярным, что он использовал эту роль в нескольких более поздних итальянских комедиях, таких как « Американец в Риме» (1954) и Под каким ты знаком? (1975). Фильм был показан в рамках ретроспективы итальянской комедии на 67-м Венецианском кинофестивале в 2010 году.

## В ролях
- Пеппино Де Филиппо — судья Саломоно Ло Руссо
- Сильвана Пампанини — Глориана
- Альберто Сорди — Нандо Морикони
- София Лорен — Анна
- Таня Вебер — Елена
- Леопольдо Триесте — Леопольдо
- Вальтер Чари — дон Микеле
- Арминия Бальдуччи — Тереза
- Вирджилио Риенто — Вирджинио Пампинелли